# Julia et Papia Poppaea
Julia et Papia Poppaea va ser una llei romana probablement establerta per August l'an 19 aC amb el nom de Lex Julia de maritandis ordinibus, que regulava els matrimonis; sembla que no va ser realment operativa fins a l'any 13 aC o potser més tard. Ess coneixia també com a lex decimaria.
L'any 9, en el consolat de Marc Papi Mutil i Quint Poppeu Segon es va aprovar una nova llei que l'esmenava i finalment va quedar amb el nom de lex Julia et Papia Poppaea. La llei prohibia el matrimoni d'un senador o del fill d'un senador amb una lliberta, una prostituta o una dona de la que el pare o la mare fos seguidor de l'Ars Ludica. La filla d'un senador no es podia casar amb un llibert.
Una de les mesures més importants, destinada a augmentar la població, va ser la imposició de penes i de multes als solters (cèlibes) que encara ho fossin després d'una certa edat, i perdien els drets d'heretar. Les parelles sense fills perdien el dret a la meitat de l'herència. Les parelles amb un cert nombre de fills obtenien diversos privilegis, emparades pel "dret de tres fills" (ius trium liberorum). Si es tenien fills es podia accedir més fàcilment als càrrecs polítics. Les dones amb tres fills (si eren llibertes amb quatre fills) estaven exemptes de la tutela (tutela mulierum). Les vídues podien heretar durant un any després de la mort del marit i les divorciades podien heretar en el termini de sis mesos (més tard els períodes es van ampliar a dos anys i un any i mig). S'establien també sancions pels cèlibes de més de 60 anys (50 les dones). Al Digest, Ulpià diu que l'emperador no estava obligat per aquestes lleis.